# David Armstrong-Jones, 2.º Conde de Snowdon
David Albert Charles Armstrong-Jones, 2.º Conde de Snowdon (Londres, 3 de novembro de 1961), é um descendente da família real britânica,  (conhecido profissionalmente como David Linley). Ele é o presidente-eleito da Christie's do Reino Unido, a internacional casa de leilão. David Armstrong-Jones é o único filho homem da falecida princesa Margarida, e de seu ex-marido, o  fotógrafo Antony Armstrong-Jones. É, portanto, sobrinho da rainha Isabel II, neto do rei Jorge VI e primo do rei Carlos III.

## Infância, casamento e descendentes
David Albert Charles Armstrong-Jones nasceu em 3 de novembro de 1961 em Clarence House, Londres, filho da princesa Margarida e de Antony Armstrong-Jones, 1.º Conde de Snowdon. Ele foi batizado em 19 de dezembro de 1961 na Sala de Música do Palácio de Buckingham. Os seus padrinhos foram a sua tia, a rainha Isabel II, Lady Elizabeth Cavendish, Patrick Plunket, 7.º Barão de Plunket, Lord Ruper Nevill e Simon Phipps.
Aos três anos, teve suas orelhas presas cirurgicamente. Aos cinco anos, David iniciou a sua educação com aulas no Palácio de Buckingham em conjunto com o seu primo, o príncipe André. Depois, frequentou várias escolas privadas, entre elas a Gibbs Pre-Preparatory School em Kensington, Ashdown House School em East Sussex, Millbrook House School em Oxfordshire e, por fim, Bedales School no Hampshire. Nesta escola, David começou a interessar-se por trabalhos manuais. Entre 1980 e 1982, ele estudou artesanato de madeira na Parnham House em Dorset.
David tem uma irmã, Lady Sarah Chatto e duas meias-irmãs do lado do pai: Lady Frances von Hofmannsthal e Polly Fry. David tem ainda um meio-irmão, Jasper Cable-Alexander, fruto da relação do seu pai com Melanie Cable-Alexander.

## Vida profissional
Lorde Snowdon é um fabricante de mobílias, tapeçarias e produtos de interiores, conhecidos por seu neoclássico aspecto e pelo uso dramático de madeiras marcheteadas. Dentre os grandes clientes de David Linley, está a apresentadora de televisão americana Oprah Winfrey, cuja mesa foi projetada por ele. Ele fundou sua própria companhia em 1985, chamada LINLEY.
Em 3 de novembro de 2006, a Associated Press noticiou que David Linley seria o próximo presidente da Christie's do Reino Unido, cargo que assumiu no dia 1º de dezembro de 2006. Em 2015, o seu cargo mudou para presidente honorário dos ramos da Christie's na Europa, Médio Oriente, Rússia e Índia.

## Vida pessoal e família
Em 1990, David processou o jornal Today em virtude de um artigo que o acusava de "comportamento desordeiro" num pub. David acabou por receber uma indeminização de 30 mil libras.
Depois de romances com Susannah Constantine, Kate Menzies e Nicola Formby, Linley casou-se com Serena Armstrong-Jones, em 8 de outubro de 1993. Serena é a filha mais velha de Charles Stanhope, 12º Conde de Harrington. Eles têm juntos um filho e uma filha:
- Charles Armstrong-Jones, Visconde Linley, nascido em 1999
- Lady Margarita Armstrong-Jones, nascida em 2002

Divorciaram-se em 2020.
Entre 2000 e 2002, David, a sua mulher e filho viveram no Palácio de Kensington com a mãe dele, a princesa Margarida, nos seus últimos anos. Em 8 de abril de 2002, David, o Príncipe de Gales, o Duque de Iorque e o Conde de Wessex fizeram uma vigília durante o velório da sua avó, a rainha-mãe. A Vigília dos Príncipes só tinha acontecido uma vez durante o velório do rei Jorge V em 1936.
Em outubro e novembro de 2007, houve rumores na internet que sugeriam que um membro da família real britânica estava a ser vítima de chantagem. A primeira confirmação de que se tratava de David veio do jornalista Nicholas Davies. Ian Stachan e Sean McGuigan tentaram extorquir 50 mil libras a David em setembro e ameaçaram divulgar um vídeo que tinham no telemóvel deste a fazer sexo e a consumir cocaína. David contactou a polícia. Os dois homens foram detidos depois de mostrarem o vídeo a um detetive à paisana e foram condenados a cinco anos de prisão.
Em 2011, a filha de David, Margarita Armstrong-Jones, foi uma das meninas das flores no casamento do príncipe William e Catherine Middleton. Em 2012,  o filho de David foi nomeado pajem de honra pela rainha Isabel II. Os Snowdon têm três casas: um apartamento em Chelsea, uma casa de campo na propriedade de Daylesford em Gloucestershire e o Chateau d'Autet em Luberon, Provença.

## Sucessão real

Brasão de armas de David Armstrong-Jones, 2.º Conde de Snowdon

Lorde Snowdon é o filho da princesa Margarida e de Antony Armstrong-Jones. Assim, ele é o sobrinho da Isabel II do Reino Unido, e um neto de Jorge VI do Reino Unido. Apesar de sua mãe ser uma princesa no Reino Unido, os títulos e estilos são passados apenas de pai para filhos. Do mesmo modo, os filhos da princesa Ana não detêm títulos.[carece de fontes?]
David não detinha o título de visconde Linley em seu próprio direito, pois o mesmo é um título de cortesia  usado pelo filho mais velho e herdeiro geral de um Conde. O título que ele herdou de seu pai é de 2.º Conde de Snowdon, com o tratamento de Lorde. No momento de seu nascimento, foi quinto na linha de sucessão ao trono britânico, e em setembro de 2022, quando a rainha Isabel II faleceu, ele estava em 24.ºlugar, sendo a primeira pessoa na linha de sucessão que não é um descendente da rainha Isabel II.[carece de fontes?]